# Miniopterus newtoni
Miniopterus newtoni — вид ссавців родини лиликових.

## Проживання, поведінка
Країна поширення: Сан-Томе і Принсіпі. Проживає як у лісі так і на плантаціях.

## Загрози та охорона
Загрози для цього виду не відомі. Поки не відомо, чи вид присутній в якійсь охоронній території.